# سم کلفلین
ساموئل جورج «سم» کِلَفلین (انگلیسی: Samuel George Claflin؛ زادهٔ ۲۷ ژوئن ۱۹۸۶) یک هنرپیشه، و بازیگر سینما اهل بریتانیا است. وی از سال ۲۰۱۰ میلادی تاکنون مشغول فعالیت در این حیطه بوده‌است. 
وی در سال ۲۰۱۹ از همسرش جدا شد.

## زندگی شخصی

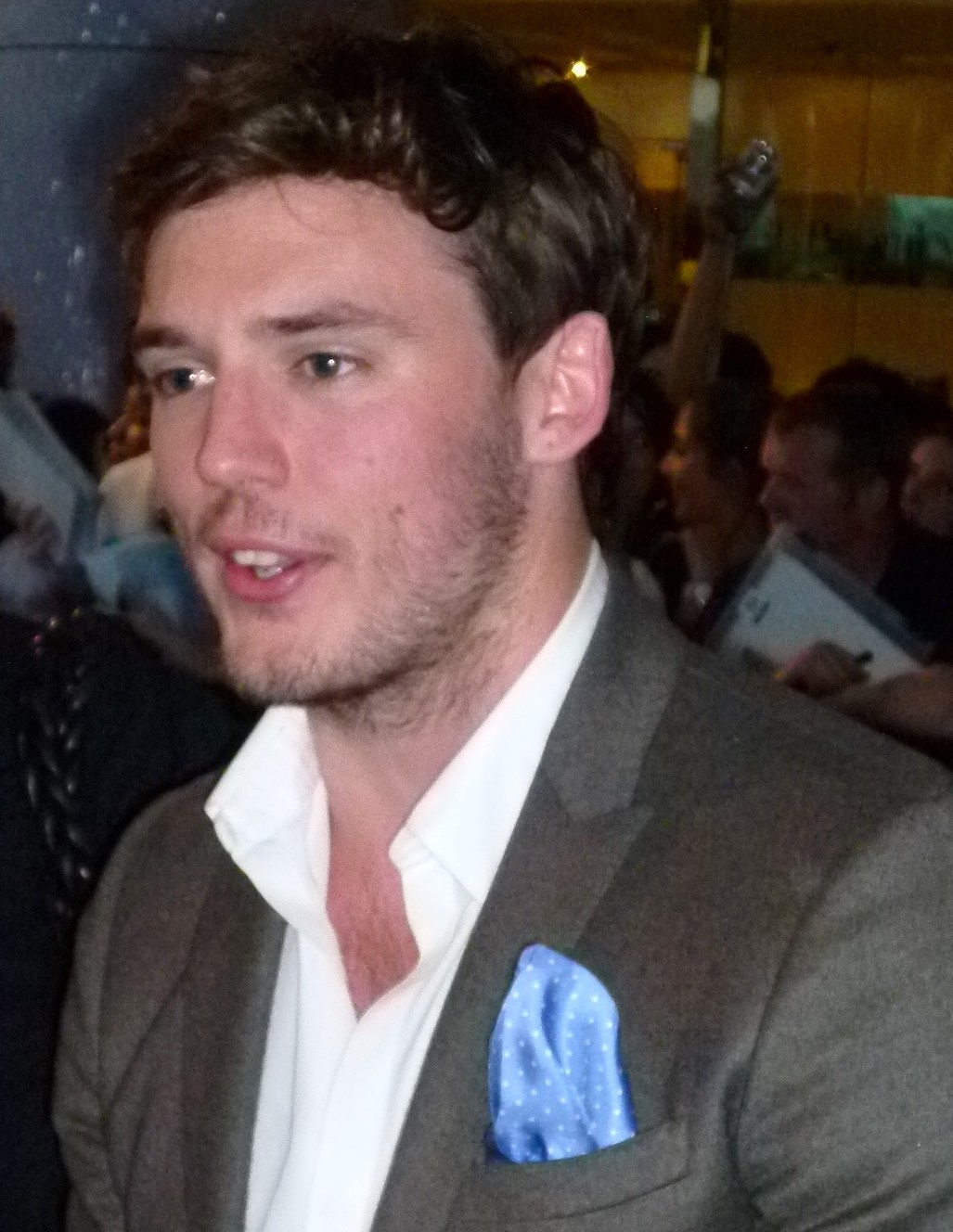
کلفلین در ۲۰۱۱

سم کلفلین زادهٔ شهر ایپسوییچ، سافک است. او فرزند سوم خانواده است، دو برادر بزرگ‌تر به نام‌های بنجامین و دنیل و یک برادر کوچک‌تر به نام جوزف دارد که او نیز بازیگر است.
سم کلفلین در سال ۲۰۱۱ آغاز به قرار گذاشتن با لارا هادوک کرد. در یک مصاحبه در سال ۲۰۱۲، او دربارهٔ هادوک گفت: «او زن همتای من است این بهترین روش برای توصیف او است. او مادر من است. او یادآور مادر من است فکر کنم یک مرد می‌داند چی می‌گویم، درست است؟ مهم است. مادر شما همه چیز می‌داند.» کلفلین می‌گوید که پس از اینکه او برای نخستین‌بار لارا هادوک را ملاقات کرد، او با فریاد به مدیر خود گفته بود او زنی را دیده که می‌خواسته است با وی ازدواج کند. این دو در ماه ژوئیهٔ ۲۰۱۳ در یک مراسم خصوصی ازدواج کردند. آن‌ها دو فرزند دارند: یک پسر به نام "پیپ"(۲۰۱۵) و یک دختر با نام مارگوت  (۲۰۱۸) او در سال ۲۰۱۹ از لارا هادوک جدا شد.

## حرفه
کلفلین نخستین بازی خود را سال ۲۰۱۰ در دو مینی‌سریال، ستون‌های زمین و قلب هر انسان، به نمایش گذاشت. در مارس ۲۰۱۱، او برای بازی در فیلم هفتمین پسر، اقتباسی از داستان شاگرد اسپوک ، انتخاب شد اما به دلایل نامعلومی بن بارنز جایگزین او شد. حضور بعدی او در فیلم تلویزیونی یونایتد در نقش دانکن ادواردز بود. در آوریل ۲۰۱۰، در نقش یک مسیحی معتقد به نام فیلیپ سوئیفت در فیلم دزدان دریایی کارائیب:سوار بر امواج ناشناخته بازی کرد. حضور بعدی او در سال ۲۰۱۲ در سریال ۶۰ قسمتی حرارت سفید بود. او در همان سال در فیلم سفید برفی و شکارچی در نقش ویلیام وست دوران کودکی سفید برفی بازی کرد. کلفلین جایزهٔ بهترین انتخاب نوجوانان سال ۲۰۱۲ برای Best Video Breakout را دریافت کرد. همچنین او در این سال به فیلم ساکت‌ها پیوست، فیلم‌برداری فیلم در ۲۰۱۳ انجام گرفت و در ۲۰۱۴ پخش شد.

## فیلم‌شناسی

### فیلم
| سال  | نام فیلم                                     | نقش                    |
| ---- | -------------------------------------------- | ---------------------- |
| ۲۰۱۱ | دزدان دریایی کارائیب: سوار بر امواج ناشناخته | فیلیپ سوئیفت           |
| ۲۰۱۲ | سفیدبرفی و شکارچی                            | ویلیام                 |
| ۲۰۱۳ | بازی‌های گرسنگی: اشتعال                       | فینیک                  |
| ۲۰۱۳ | مری و مارتا                                  |                        |
| ۲۰۱۴ | ساکت‌ها                                       | بران مک‌نیل             |
| ۲۰۱۴ | باشگاه شورش                                  | آلستیر رایل            |
| ۲۰۱۴ | با عشق رزی                                   | الکس استوارت           |
| ۲۰۱۴ | بازی‌های گرسنگی: زاغ مقلد - بخش ۱             | فینیک                  |
| ۲۰۱۵ | بازی‌های گرسنگی: زاغ مقلد - بخش ۲             | فینیک                  |
| ۲۰۱۶ | شکارچی: جنگ زمستان                           | ویلیام                 |
| ۲۰۱۶ | من پیش از تو                                 | ویلیام ترینور          |
| ۲۰۱۶ | بهترین آن‌ها                                  | تام باکی، فیلمنامه‌نویس |
| ۲۰۱۷ | دخترعموی من ریچل                             | فیلیپ اشلی             |
| ۲۰۱۷ | پایان سفر                                    | کاپیتان استن هوپ       |
| ۲۰۱۸ | شناور                                        | ریچارد                 |
| ۲۰۱۸ | بلبل                                         | هاوکینز                |
| ۲۰۱۹ | فرشتگان چارلی                                | الکساندر               |
| ۲۰۲۰ | انولا هولمز                                  | مایکرافت هولمز         |
| ۲۰۲۱ | هر نفسی که می‌کشی                             | جیمز                   |
| ۲۰۲۱ | دیشب در سوهو                                 | لیندزی جوان            |

### تلویزیون
| سال  | نام               | نقش           |
| ---- | ----------------- | ------------- |
| ۲۰۱۰ | ستون‌های زمین      | ریچارد        |
| ۲۰۱۰ | آینده از دست رفته | کالب          |
| ۲۰۱۰ | قلب هر انسان      | لوگان جوان    |
| ۲۰۱۱ | یونایتد           | دانکن ادواردز |
| ۲۰۱۲ | گرمای سفید        | جک والش       |
| ۲۰۱۳ | مری و مارتا       | بن            |
| ۲۰۱۹ | پیکی بلایندرز     | آسوالد ماسلی  |